# Milagro de Empel
La batalla de Empel, conocida en España por ser la batalla que dio lugar al Milagro de Empel, ocurrió entre los días 2 y 8 de diciembre de 1585 como parte de la guerra de los Ochenta Años. Consistió en un enfrentamiento de los tercios de Francisco Arias de Bobadilla, de Cristóbal de Mondragón y de Agustín Íñiguez de Zárate, comandados por el maestre de campo Francisco Arias de Bobadilla, que se enfrentaron en condiciones muy adversas a una flota de entre cien y doscientos barcosde los rebeldes neerlandeses que los asediaban bajo mando del almirante Felipe de Hohenlohe-Neuenstein, siendo los tercios asediados auxiliados por el Conde de Mansfeld y el Tercio de Juan del Águila.

## Antecedentes
Carlos I de España y V del Sacro Imperio Romano-Germánico era reconocido y respetado en Flandes como su soberano natural. No obstante, al abdicar en 1556 en favor de su hijo Felipe II, todo cambia. Al Rey Felipe se le consideraba un extraño, no solo por no haber nacido allí, sino porque ni conocía esas tierras, ni a sus gentes, ni hablaba su lengua, ni se preocupaba por sus intereses: Guerra de los Ochenta Años.
La situación estratégica de Flandes era muy importante para España, ya que estaba muy próxima a Inglaterra, era frontera con el Sacro imperio Romano-Germánico del que era parte y a la vez cerraba el cerco a Francia. En lo religioso, ya durante el reinado de Carlos V, el calvinismo se había aposentado en Flandes, lo que provocó una reacción del Emperador en defensa del catolicismo que dio inicio a las revueltas. Felipe II continuó la defensa de la Fe Católica y llegó a prohibir la libertad de culto, por lo que aumentaron las revueltas.
Desde el punto de vista económico, la guerra entre Suecia y Dinamarca cerró el Báltico al comercio y a las importaciones, provocando la carestía de los alimentos e incluso hambre. El malestar general aumentó de manera que se envía al ejército al mando de Fernando Álvarez de Toledo y Pimentel Gran Duque de Alba a contener las rebeliones. Los subsidios enviados desde España para pagar a las tropas fueron apresados por los piratas y el Duque de Alba impuso una subida de impuestos. Parte de los nobles que no quería seguir manteniendo un ejército extranjero que además les imponía otras costumbres, se rebeló. En respuesta, el duque actuó con mano dura, lo que desembocó en una guerra que duraría 80 años.
Durante esa guerra, Alejandro Farnesio, Duque de Parma, rinde Amberes tras un asedio de 14 meses. Las capitulaciones se firmaron el 17 de agosto de 1585 y la entrada en la ciudad se realizó el día 27 del mismo mes. El día 14 había llegado desde Milán el Tercio de Francisco Arias de Bobadilla para refuerzo del cerco. Traía 40 000 ducados para las 37 pagas que se adeudaba a toda la milicia de Farnesio desde julio de 1582.
Farnesio, había recibido órdenes del Rey de desmovilizar las tropas flamencas, valonas, borgoñonas y alemanas, para reducir el ejército a una tercera parte y poder dedicar así los recursos a preparar una gran armada con intención de invadir Inglaterra. Pensaba que era un error, estando a un paso de culminar ahora la victoria total en Flandes. Tras solucionar el remate de las pagas atrasadas que podía haber desembocado en motines, se vio con las manos libres para realizar la invernada de las tropas, fortificar diversas posiciones en otros puntos, asegurar las poblaciones católicas amenazadas y socorrer a los católicos de Zelanda y Holanda.
Envíó al Conde Carlos de Mansfeld, quien llegó el 22 de noviembre a Aalst con los tercios de Cristóbal de Mondragón cuyo origen era el Tercio Viejo de Lombardía, el Tercio de Juan del Águila, cuyo origen era el Tercio Viejo de Sicilia, el Tercio de Francisco Arias de Bobadilla, cuyo origen era el Tercio de Zamora, y el Agustín Íñiguez de Zárate, además de dos tercios italianos, cuatro regimientos alemanes, uno de valones y una compañía de arcabuceros a caballo al mando del Capitán Juan García de Toledo. Desde allí mandó hacia Herpen y Grave al Tercio de Juan del Águila, con un regimiento de valones y una compañía de caballos.
Como Mondragón había sido nombrado Gobernador de Amberes, Flandes y Brabante, su tercio venía al mando de Alonso de Uceda.
Estratégicamente, este movimiento debía controlar la zona que daba acceso a Alemania y preparar la campaña de primavera.

## Empel
Los tercios de Mondragón, Íñiguez y Bobadilla, más la compañía de arcabuceros a caballo y seis piezas de artillería, con un total de unos 5000 hombres bajo el mando de Bobadilla, se dirigieron por la línea del río Mosa que marcaba la separación con el territorio rebelde, en dirección a Bolduque, hoy 's-Hertogenbosch, con intención de pasar el invierno en la llamada isla de Bommel (entre el Mosa y el Waal). Esta es una tierra muy fértil y, aunque de población era hostil, tenía la ventaja de que no se consumían los recursos de las poblaciones amigas. Para llegar, atravesaron el Mosa en ocho barcazas y nueve pleytas (barcas de fondo plano) que les ofreció la cercana población de Bolduque leal al Rey Felipe II.
Mansfeld y el resto partieron hacia Herpen para fortificar la orilla sur del Mosa e impedir la llegada de socorros desde Alemania para los rebeldes. Estos ordenaron a los lugareños de Bommel que abandonaran la zona con todos sus bastimentas y se dirigieran a las zonas bajo su control.
Bobadilla planeaba que los otros dos tercios ocuparan la zona este de la isla y controlasen los diques y esclusas, para poder asediar y ocupar con su tercio la ciudad de Zaltbommel situada más al oeste. En tres días, se tomaron sin resistencia las ciudades de Dril, Rosan, Heerwardelf y Hurweneen.
El Almirante holandés Felipe de Hohenlohe-Neuenstein reunió una flota de entre 100 y 200 barcos de todos los tamaños con fondo plano en el río Waal y llegó al norte de la isla de Bommel el 2 de diciembre. Únicamente había diez barcos mayores que solo podrían navegar por el río. A la altura de Zaltbommel empezaron a abrir las esclusas y demoler los diques del Waal con intención de anegar la isla y ahogar así a los españoles. Bobadilla había tomado la zona de Rosum y de Kerkdriel y así, pese a los reiterados intentos de asalto holandeses, pudo evitar la demolición de otros diques del Mosa e impedir que la inundación fuera inmediata. Esto permitió el repliegue hacia el sur con todos los pertrechos y algunas vacas que se consiguen coger con el agua al pecho, en las nueve pleytas . Cruzaron el Mosa de nuevo y se refugiaron en el dique de Empel y en tres isletas más al sur ('s-Hertogenbosch y Maaspoort), que con una altura máxima de pocos metros sobre el nivel del mar, permitieron establecer algunas defensas donde emplazar parte de la artillería.
La campiña entre el Mosa y Bolduque estaba habitualmente inundada. La flota holandesa rompió el dique del Mosa por la orilla de Bolduque de modo que sus barcos pequeños pudieron acceder a esta zona para acosar el dique de Empel también desde el sur. Tan solo podía responderse al fuego desde las isletas que tenían algún pequeño castillete o torre. El resto que se encontraba sobre el dique no podía resguardarse, hasta que se hizo la noche y la flota se retiró voceando en español: «...que todo el poder de su Rey no los escaparía de sus manos».
El día tres la flota holandesa colocó algunos barcos más entre Empel y Bolduque para evitar que pudieran ser socorridos desde allí. El día cuatro, con un tiempo muy frío y lluvioso, se empezaron a parapetar unos 200 soldados junto a la iglesia de Empel con los Capitanes Esteban de Peñalosa y Álvaro de Barragán, a base de cestones (sacos de arena y fagina) para proteger su artillería y se ordenó el atrincheramiento del dique. Aún les quedaban algunas vacas y caballos. Hohenlohe envío un mensajero avisándoles que: «...humillasen los ánimos, que él les daría de gracia que no humillasen los cuerpos debajo del yugo, más que no esperasen poder pelear o morir honradamente, pues habían de perecer como brutos, de hambre y frío…».
La respuesta de Bobadilla fue: «Los infantes españoles prefieren la muerte a la deshonra. Ya hablaremos de capitulación después de muertos»
Mansfeld enterado por los mensajeros de Bobadilla de la dificilísima situación preparó una acción de socorro. El día cinco, con la respuesta de Bobadilla, se aprestaron las nueve pleytas (barcones) disponibles, tres para cada tercio, que habían seleccionado a dos Capitanes, 10 picas, 10 mosqueteros y 15 arcabuceros cada uno, a la para espera de la intervención de Mansfeld, pero al ser este interceptado, nada sucede. Bobadilla buscó una posible zona vadeable hasta tierra firme por donde los barcos no pudieran llegar, para ir sacando poco a poco a todos los tercios. Cuando comprobaron que la profundidad sí permitía el paso de los barcos, Bobadilla ordenó a las pleytas que estaban preparadas esperando a Mansfeld, que con dos piezas de artillería tomaran una isleta cercana al torreón. Una vez tomada y emplazada la artillería protegida con cestones, llegaron de nuevo los barcos holandeses, estableciéndose un duelo artillero sin consecuencias. A la vez, el Tercio de Juan del Águila llegó a Bolduque y trasladó la artillería pesadaque protegía la ciudad, a la iglesia de Orthen más al norte justo en la orilla de la inundación, para poder así batir a los barcos holandeses desde el sur e impedir su libre circulación por esta zona inundada, gracias al fuego combinado con Bobadilla desde el norte. Ese traslado de dos kilómetros se realizó a mano por los soldados de su tercio ya que no disponían de suficientes caballos. (Cada tiro de esta artillería precisaba de unos 70 u 80 caballos).
Por la noche los holandeses tomaron un par de isletas cercanas, que eran el siguiente paso de los españoles, y las fortificaron, lo que supuso un golpe moral muy grande para los tercios.
Mansfeld, el día seis, realizó un nuevo intento que al ser descubierto por los holandeses tampoco prospera. Entonces Bobadilla se planteó evacuar sus posiciones por el dique en dirección este y atravesar la zona inundada por las posiciones más cercanas a Juan del Águila, protegidos bajo su fuego de cobertura.

## El milagro
El día siete se habían consumido todas las provisiones, incluidos sus propios caballos. Estaban a la intemperie, empapados, helados y sin moral, de modo que Bobadilla les pidió a todos que se encomendaran a Dios. Los soldados confesaron, comulgaron y exhortados por Fray García de Santisteban recuperaron su determinación de morir luchando por sus creencias, sus banderas y su Rey.
Cuando un soldado estaba cavando trincheras, encontró una tabla que parecía, recién pintada con una imagen de la Inmaculada Concepción. Era la vigilia de la Concepción de María y cundió la noticia por todo el dique. Acudió el mismo Bobadilla y llevaron la imagen en procesión hasta la iglesia, donde la colocaron frente a las banderas de las compañías y le cantaron repetidamente la salve, encomendándose «...por ser ella la que solo podía hacerlo, quien librara sus soldados de aquellas acechanzas de elementos y enemigos...»
La población de  Bolduque queriendo ayudar se organizó publicando bandos por los alrededores para alistar voluntarios, hombres y mujeres mayores de 14 años, y socorrer por el agua a los españoles, cosa que el Conde de Mansfeld no permitió por tratarse de una locura. Entonces organizaron procesiones para pedir la intervención divina y llevaron al Santísimo hasta la orilla de Orthen para que fuera vista por los españoles en la distancia.
Bobadilla recibió un mensajero que informaba que el Capitán Melchor Martínez que había sido apresado herido, había fallecido a pesar de los muchos cuidados que había tenido y que estaban dispuestos a entregarles su cuerpo si enviaban a por él. Bobadilla agradeció el ofrecimiento y le entregó seis ducados, con la promesa de otros diez para quien le hubiera cuidado y otros 30 a los soldados que le habían atendido al recogerle.
Mansfeld envió un nuevo mensajero para prevenir que al amanecer del día 8 habría cuatro piezas de artillería en el dique de Rosmalen frente a una de las isletas y que debía llevar por el dique hacia allí a los soldados, que con esa cobertura, podrían intentar el escape, así como intentar tomar las isletas que tomaron los holandeses y emplazando allí artillería para batir a los barcos que se acercasen. Además le confirmó que, desde su posición, no había zonas vadeables hasta tierra firme. También informó que van a intentar romper el dique a la altura de Heusden, que está a unos doce kilómetros aguas abajo del Mosa, porque la campiña allí es más baja y así conseguir bajar el nivel en la zona de Bolduque. Cuando consiguieron romper el dique, a pesar de la oposición rebelde, el resultado inesperado empeoró la situación ya que el agua subió dos codos y dificultó más la situación.
Los holandeses viendo la posición tan desesperada de los españoles, no necesitaban siquiera atacarles desde los barcos, ya que el hambre y el frío acabarían con ellos. Mucho menos les convenía intentar el desembarco, pues sabían que en ese caso serían derrotados.
La madrugada del domingo ocho de diciembre, las condiciones meteorológicas habían cambiado. El Sargento Mayor Don Cristóbal Lechuga envió de noche en las pleytas a 200 soldados y tres piezas de artillería al mando de los Capitanes Jusepe Cerdany, Álvaro Suárez, Melchor Martínez del Prado y los ingenieros Juan Francisco y Hernán Gómez, con el fin de tomar las isletas próximas ocupadas por los Holandeses. Llevaban las mechas cubiertas pero al llegar a la primera isleta a un soldado se le prendió la pólvora y fueron descubiertos, a pesar de lo cual, los holandeses huyeron por el agua hacia sus barcos. Se tomó la isleta y se emplazó la artillería que ayudaría a alejar a la flota.
Tanto había helado que: «...se iban los hielos engrosando a grandísima priesa por el aire y tiempo tan frío que hacía, que era el más extraordinario que jamás se vio; cuajaba el agua a medida del deseo de los españoles porque no tenían más esperanzas que esta para su remedio...», algo que solo ocurre algunas veces bien entrado enero y tras más de veinte días de helada. Las zonas anegadas e incluso parte del río Mosa quedaron cubiertas con más de “dos picas”. Como la mayoría de las picas tienen una longitud de entre cuatro y cinco metros, se piensa que se refiere a la anchura del hielo desde la orilla. Esta situación obligó a la mayor parte de la flota a retirarse hacia el Mosa: «Los rebeldes, que conocieron el peligro manifiesto en que se iban poniendo si esperaban ver sus navíos encajados y asidos en los hielos, comenzaron á media noche á alargarse y salir del país anegado, que les valió harto haber tomado esta resolución, porque si esperaban se vieran en mayor peligro que los españoles, los cuales fueran sobre los hielos, como ya lo tenían acordado, y cerraran con los navíos y se los ganaran o pusieran fuego». En algunos sitios el espesor del hielo llegó a “media pica”, es decir, unos dos metros.
Desde el dique de Rosmalen la artillería emplazada empezó a hostigar a la flota holandesa que se retiraba aguas abajo del Mosa, ya que aguas arriba encontraría fortificaciones españolas en Ravenstein y Grave.  Bobadilla ordenó que se guarnecieran los arcabuceros y mosqueteros, así como la artillería que todavía le quedaba allí, a lo largo de las trincheras de la parte superior del dique, puesto que por allí tenían que pasar todos los barcos en su repliegue hacia Heusden. Según las crónicas, en esta acción perecieron más de trescientos holandeses que al verse acribillados, gritaban en español: «...que no era posible sino que Dios era español pues había usado con ellos un tan gran milagro…».Algunos españoles bajaron de los diques y se adentraron sobre el hielo para alcanzar algunos barcos que tenían dificultad de maniobra.
A la vez los de Bobadilla con las otras pleytas que quedaban, al mando de los Capitanes Juan de Valencia y Pedro Martínez de Arellano, se dirigieron a tomar las otras isletas de los holandeses, teniendo incluso que romper el hielo con mazos y con los remos. Como la visión de cada isleta impedía ver el resto, desde ellas parecía que eran más las pleytas en movimiento. Cuando se encontraron a tiro de mosquete de las posiciones enemigas, los holandeses huyeron hacia sus barcos que habían entrado por otra cortadura que acababan de hacer en el dique. De esta manera se controlaba la zona que permitiría la salida de los españoles.
Los de Juan del Águila salieron desde Orthen con dos galeotas y otro navío hecho con dos barcones en el que montaron una culebrina parapetada para proteger la evacuación y reforzar los islotes. Con los barcones se empezó a embarcar a los heridos, más de trescientos, luego las banderas, y con ayuda de los pontones fabricados desde Bolduque, el Conde de Mansfeld se presentó con gran cantidad de pan, ya que llevaban ocho días sin probarlo y malcomiendo, y aceleró el traslado a tierra firme.
Los barqueros tras el primer viaje no quisieron regresar por miedo y hubo que buscar barcos y pagar bien a los marineros de modo que hasta el día diez, que empezó a llover y se deshizo el hielo, no se acabó la maniobra de repliegue hasta Bolduque donde los heridos fueron bien cuidados y el resto pudo reponerse de los padecimientos. Bobadilla dio ejemplo al ser el último en embarcar.Se envió un mensajero a los rebeldes para recuperar el cuerpo del Capitán Melchor Martínez con los dineros prometidos, y cuando se recibió, se le hizo un solemne entierro.
Enterado Farnesio de la situación límite de los tercios, sin haber recibido informes de Mansfeld, ni de Bobadilla, había partido desde Bruselas cabalgando noche y día solo con su guardia a caballo, con la intención de compartir la situación con sus hombres. Cuando llegó a la localidad de Herentals recibió la buena noticia del éxito del repliegue y envió una carta de agradecimiento y felicitación a Bobadilla y a toda la milicia el 16 de diciembre, antes de regresar a Bruselas. Hizo que se entregara a la población de Bolduque una copa grande de oro, y 80 vacas para los necesitados.

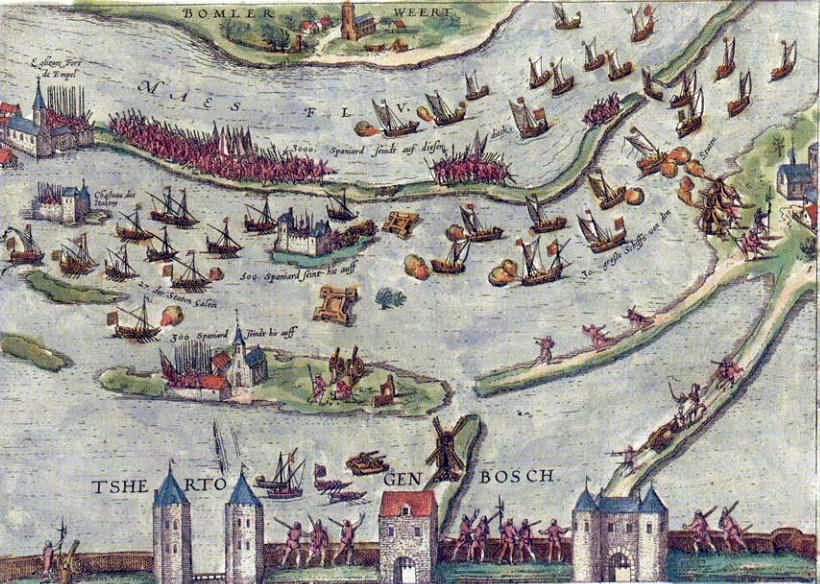
Grabado de la Batalla de Empel, por Frans Hogenberg.

## La Inmaculada Concepción como patrona de la Infantería española
Bobadilla fundó la hermandad de Caballeros de la Virgen sin Mancha que se expandió por todos los tercios e incluso también por los Países Bajos.
«[sic]Porque pocos días después de recibido el beneficio, yendo delante Bobadilla, se formó una cofradía de aquellos, que quisieron llamarse Soldados de la Virgen concebida sin mancha. Y recibido en Flandes, y después pasado a España el exemplo, fue venerada la Madre de Dios en los presidios por las cofradías militares derivadas de la primera de Bommel...»
A partir de ese momento y en memoria de lo ocurrido, en otros tercios y establecimientos militares españoles, se fueron formando cofradías y hermandades de la Inmaculada Concepción hasta considerarla patrona de toda la infantería española.
Sin embargo, este patronazgo se consolidaría trescientos años más tarde, después de que la bula Ineffabilis Deus del 8 de diciembre de 1854 proclamase como dogma de fe católica la Concepción Inmaculada de la Virgen Santísima. El 12 de noviembre de 1892, a solicitud del Inspector del Arma de Infantería del Ejército de Tierra de España, por Real Orden de la Reina Regente doña María Cristina de Habsburgo, se:

Declara Patrona del Arma de Infantería a Nuestra Señora la Purísima e Inmaculada Concepción.

## Conclusión
Se trata de un hecho de armas de los tercios españoles, que encontrándose en una situación desesperada que podría haber supuesto su aniquilación, y, con ello, la finalización de la Guerra de Flandes y la sangría del Imperio Español, consiguieron un repliegue y su salvación, gracias a un hecho que podría considerarse milagroso por la forma en que ocurrió: la congelación de las aguas y su posterior deshielo en breve tiempo.
Estos hechos están en el inicio del reconocimiento de la Inmaculada Concepción como patrona de la infantería española.